# キックステップ
キックステップとは雪山登山において、つま先や踵を雪に蹴りこんで足場を作ること。傾斜が緩ければ蹴りこんですぐ登れるが、何回かの蹴りこみを入れ、大きな足場を必要とする場合もある。蹴りこんだ後は、体重を垂直にかけるようにする。斜めに体重をかけるとスリップしやすいので注意する。

アイゼンをつけると滑りにくくなるが、雪が軟らかい場合、アイゼン装着でキックステップを使う場合もある。